# Тиссен, Хайнц
Рихард Густав Хайнц Тиссен (нем. Richard Gustav Heinz Tiessen; 10 апреля 1887, Кёнигсберг — 29 ноября 1971, Берлин) — немецкий композитор и музыкальный педагог, дирижёр.

## Биография
Учился в берлинской Консерватории Штерна (в частности, у Филиппа Рюфера и Вильгельма Клатте, затем у Эдуарда Эрдмана), работал музыкальным критиком, капельмейстером театрального оркестра. В 1925—1945 гг. преподавал в Берлинской Высшей школе музыки, в 1946—1949 гг. возглавлял Берлинскую городскую консерваторию, а затем, до 1955 г., отделение композиции и теории в Берлинской Высшей школе музыки. Среди учеников Тиссена, в частности, были Эдуард Эрдман и Серджиу Челибидаке.
Композиторское наследие Тиссена включает две симфонии, камерные, хоровые и вокальные сочинения, а также театральную музыку, в том числе к «Антигоне» Софокла, «Буре» и «Цимбелину» Шекспира, произведениям Гауптмана-старшего, Стриндберга и др.